# Jorge Isaacs

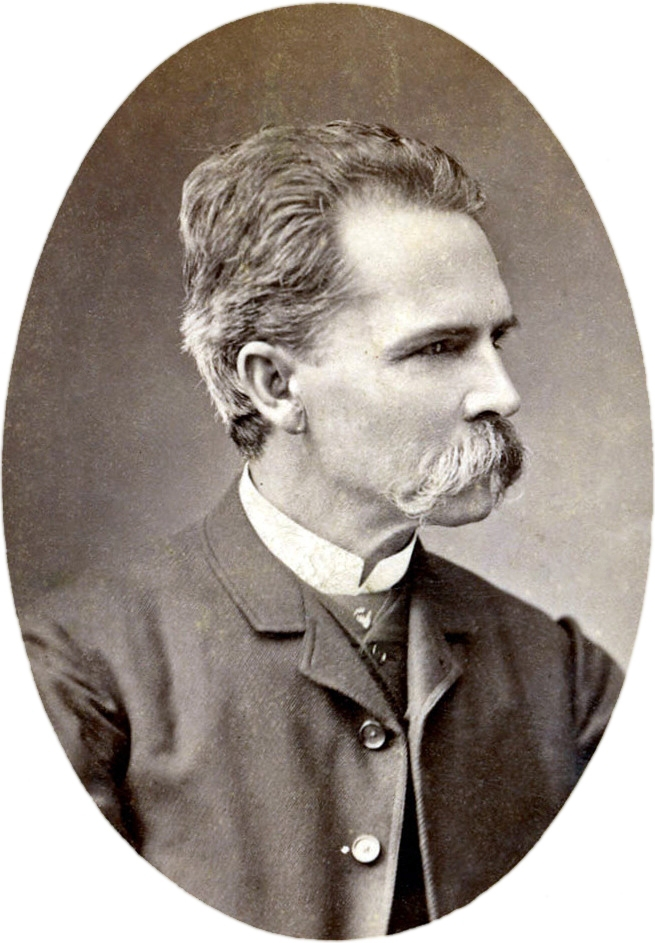
Jorge Isaacs

Jorge Enrique Isaacs Ferrer (* 1. April 1837 in Cali; † 17. April 1895 in Ibagué)  war ein kolumbianischer Schriftsteller und liberaler Politiker.

## Leben
Isaacs wurde als Sohn des wohlhabenden Großgrundbesitzers Jorge Enrique Isaacs und dessen Frau Manuela Ferrer geboren. Er verfasste zahlreiche Gedichte.
Er war Soldat, erst in der konservativen Armee und nach einer radikalen Änderung seiner politischen Ansichten in der liberalen Armee während der kolumbianischen Bürgerkriege. Er gründete die Zeitung Nueva Era. Isaacs starb in tiefer Armut an Malaria.

## Rezeption
Sein literarischer Durchbruch gelang ihm mit María (1867), einem in Teilen autobiografischen romantischen Roman, in dem es um die tragische Liebesgeschichte Efraíns zu seiner Cousine María geht. Das Buch ist einer der meistgelesenen Romane Lateinamerikas und wurde für das Fernsehen verfilmt.

## Ehrungen
Er ist auf dem 50.000-Pesos-Schein Kolumbiens, zusammen mit dem Anfang eines seiner Gedichte, abgebildet.

## Werke
Einzelausgaben
- Poesías de Jorge Isaacs. Editorial Norma, Cali 1967 (EA 1864).
- María. Roman; der Welterfolg aus Kolumbien („María“, 1867). Sonrrie Verlag, Norderstedt 2003, ISBN 3-936968-02-0
- Revolución radical en Antioquia. 1880.
- Informe que les presenta al poder ejecutivo nacional y al gobierno del estado el director de la instrucción pública del Tolima. 1883.
- La tierra de Córdoba. Canto. 1893.
- Cuaderno de poesías. 1864–1867. Instituto Caro y Cuerva, Bogotá 1990.

Werkausgabe
- Obras completas. Neuaufl. Universidad de Bogotá 2005/09

1. María. 2005.
2. Poesía, canciones y coplas populares, traducciones. 2006 (2 Bde.).
3. Teatro. 2007.
4. Escrítas varios. 2008.
5. La revolución radical en Antiocha. 2009.